# Junglekey
JungleKey.fr est un moteur de recherche français créé par la société JungleKey en 2007.
Depuis 2007, JungleKey.fr s'est construit un important index performant : 30 millions d'images indexées, 100 millions d'images référencées, des filtres sémantiques ou encore un résumeur de texte réputé.  
Depuis juin 2016, JungleKey.fr est désormais entièrement motorisé par sa propre technologie propriétaire : concentré sur la recherche d'images, il propose des résultats différents des grands moteurs de recherche en tentant de proposer des images uniques non sélectionnées par les moteurs de recherche classiques. 
Jusqu'en 2013, ses résultats d'images étaient partiellement motorisés par Yahoo, principalement pour les recherches en alphabets non latins. JungleKey est aujourd'hui entièrement indépendant, il n'entretient aucun accord avec Yahoo, Bing ou Google. 
JungleKey dispose de sa propre technologie et de son propre robot : "JungleKeyBot".
Une variante noire "écologique" était disponible sur le site international JungleKey.com. Le site indiquait à chaque visiteur son énergie théoriquement économisée en watts pour une navigation affichée tout en noir.
Le moteur de recherche est présent dans de nombreux pays sous de multiples domaines : .fr, .com, .co.uk, .in, .es, .de et bien d'autres encore...
De nombreux développement sont en cours : applications pour tablettes et mobiles ou recherche d'actualités.